# Mednarodni atletski hram slavnih
Mednarodni atletski hram slavnih je leta 2012 ustanovila Mednarodna atletska zveza za počastitev atletov za doprinos k mednarodni in nacionalni atletiki. Prvih štiriindvajset atletov je bilo uradno sprejetih novembra 2012, razkriti so bili postopoma do 13. oktobra. Leta 2013 je bilo sprejetih novih 12 atletov, prav tako leta 2014.

## Kriteriji
1. Atleti z vsaj dvema zlatima medaljama s poletnih olimpijskih iger ali svetovnih prvenstev,
2. atleti z vsaj enim svetovnim rekordom,
3. atleti, ki so končali tekmovalno kariero vsaj deset let pred sprejetjem v hram.[1]

## Člani
| Atlet                | Država              | Disciplina             | Sprejem           | Sklic  |
| -------------------- | ------------------- | ---------------------- | ----------------- | ------ |
| Iolanda Balaş        | Romunija            | skok v višino          | november 13, 2012 | [ 4 ]  |
| Abebe Bikila         | Etiopija            | tek na dolge proge     | marec 8, 2012     | [ 5 ]  |
| Fanny Blankers-Koen  | Nizozemska          | šprint                 | marec 8, 2012     | [ 6 ]  |
| Valerij Brumel       | Sovjetska zveza     | skok v višino          | november 21, 2014 | [ 3 ]  |
| Sergej Bubka         | Ukrajina            | skok ob palici         | junij 25, 2012    | [ 7 ]  |
| Sebastian Coe        | Združeno kraljestvo | tek na srednje proge   | junij 25, 2012    | [ 7 ]  |
| Betty Cuthbert       | Avstralija          | šprint                 | marec 8, 2012     | [ 8 ]  |
| Glenn Davis          | ZDA                 | šprint                 | november 21, 2014 | [ 3 ]  |
| Mildred Didrikson    | ZDA                 | več disciplin          | junij 6, 2012     | [ 9 ]  |
| Harrison Dillard     | ZDA                 | 100 m, 110 m ovire     | november 16, 2013 | [ 2 ]  |
| Heike Drechsler      | Nemčija             | skok v daljino, šprint | november 21, 2014 | [ 3 ]  |
| Vang Džunšia         | Kitajska            | tek na dolge proge     | marec 8, 2012     | [ 10 ] |
| Hicham El Guerrouj   | Maroko              | tek na srednje proge   | november 21, 2014 | [ 3 ]  |
| Volodimir Holubniči  | Ukrajina            | hitra hoja             | oktober 15, 2012  | [ 11 ] |
| Marjorie Jackson     | Avstralija          | šprint                 | november 16, 2013 | [ 2 ]  |
| Michael Johnson      | ZDA                 | šprint                 | junij 6, 2012     | [ 12 ] |
| Jackie Joyner-Kersee | ZDA                 | več disciplin          | marec 8, 2012     | [ 13 ] |
| Alberto Juantorena   | Kuba                | tek na srednje proge   | junij 11, 2012    | [ 14 ] |
| Kip Keino            | Kenija              | tek na srednje proge   | julij 2, 2012     | [ 15 ] |
| Marita Koch          | Nemčija             | šprint                 | november 21, 2014 | [ 3 ]  |
| Hannes Kolehmainen   | Finska              | tek na dolge proge     | november 16, 2013 | [ 2 ]  |
| Robert Korzeniowski  | Poljska             | hitra hoja             | november 21, 2014 | [ 3 ]  |
| Stefka Kostadinova   | Bolgarija           | skok v višino          | november 13, 2012 | [ 4 ]  |
| Carl Lewis           | ZDA                 | šprint                 | marec 8, 2012     | [ 16 ] |
| Natalija Lisovska    | Sovjetska zveza     | suvanje krogle         | november 16, 2013 | [ 2 ]  |
| Jānis Lūsis          | Latvija             | met kopja              | november 21, 2014 | [ 3 ]  |
| Svetlana Masterkova  | Rusija              | tek na srednje proge   | november 16, 2013 | [ 2 ]  |
| Bob Mathias          | ZDA                 | deseteroboj            | november 21, 2014 | [ 3 ]  |
| Noureddine Morceli   | Alžirija            | tek na srednje proge   | november 16, 2013 | [ 2 ]  |
| Edwin Moses          | ZDA                 | 400 m ovice            | marec 8, 2012     | [ 17 ] |
| Paavo Nurmi          | Finska              | tek na dolge proge     | marec 8, 2012     | [ 18 ] |
| Dan O'Brien          | ZDA                 | več disciplin          | junij 6, 2012     | [ 19 ] |
| Parry O'Brien        | ZDA                 | suvanje krogle         | november 16, 2013 | [ 2 ]  |
| Al Oerter            | ZDA                 | met diska              | marec 8, 2012     | [ 20 ] |
| Jesse Owens          | ZDA                 | šprint                 | marec 8, 2012     | [ 21 ] |
| Marie-José Pérec     | Francija            | šprint                 | november 16, 2013 | [ 2 ]  |
| Wilma Rudolph        | ZDA                 | šprint                 | november 21, 2014 | [ 3 ]  |
| Viktor Sanejev       | Sovjetska zveza     | troskok                | november 16, 2013 | [ 2 ]  |
| Jurij Sedih          | Sovjetska zveza     | met kladiva            | november 16, 2013 | [ 2 ]  |
| Adhemar da Silva     | Brazilija           | troskok                | marec 8, 2012     | [ 22 ] |
| Peter Snell          | Nova Zelandija      | tek na srednje proge   | september 3, 2012 | [ 23 ] |
| Shirley Strickland   | Avstralija          | šprint                 | november 21, 2014 | [ 3 ]  |
| Irena Szewinska      | Poljska             | šprint                 | maj 17, 2012      | [ 24 ] |
| Daley Thompson       | Združeno kraljestvo | deseteroboj            | november 16, 2013 | [ 2 ]  |
| Lasse Virén          | Finska              | tek na dolge proge     | november 21, 2014 | [ 3 ]  |
| Grete Waitz          | Norveška            | maraton                | november 16, 2013 | [ 2 ]  |
| Cornelius Warmerdam  | ZDA                 | skok ob palici         | november 21, 2014 | [ 3 ]  |
| Emil Zátopek         | Češkoslovaška       | tek na dolge proge     | marec 8, 2012     | [ 25 ] |